# Janjina (rijeka u BiH)
Janjina je rijeka u Bosni i Hercegovini.
Janjina je desna pritoka Drine. U Drinu se ulijeva u općini Goražde. Prolazi i kroz općinu i naselje Čajniče.